# JSX (JavaScript)
JSX (JavaScript XML), formalmente JavaScript Syntax eXtension, es una extensión de JavaScript que permite la creación de árboles DOM usando una sintaxis similar a XML. Inicialmente creado por Facebook para ser usado con React, JSX ha sido utilizado por muchos otros frameworks web.: 5 : 11   Generalmente, JSX es transpilado a llamadas a funciones de JavaScript anidadas con una estructura similar a la del JSX original.

## Marcado
Un ejemplo de código JSX:
```
const App = () => {
   return (
     
<
div
>

       
<
p
>
Encabezado
</
p
>

       
<
p
>
Contenido
</
p
>

       
<
p
>
Pie
</
p
>

     
</
div
>

   ); 
}

```

### Elementos anidados
Si se tienen muchos elementos en un mismo nivel, se deben envolver en un solo elemento React, como en el ejemplo anterior, donde se usó
<div> para ello, o un fragmento de React, sea <Fragment>, or en su forma abreviada <>, o como un array.: 68–69 

### Atributos
JSX provee una variedad de atributos de elemento diseñados para representar los que ya trae HTML, y además, se pueden usar atributos propios en el componente. Todos los atributos serán recibidos por el componente como propiedades.

### Expresiones JavaScript
Las expresiones de JavaScript (pero no las sentencias) pueden ser usadas dentro de JSX colocándolas dentro de llaves:: 14–16 
```
  
<
h1
>
{10+1}
</
h1
>

```

El ejemplo anterior se renderizará como:
```
  
<
h1
>
11
</
h1
>

```

### Expresiones condicionales
La sentencias Sí-Entonces no pueden ser usadas dentro de JSX, pero sí expresiones condicionales. El ejemplo siguiente renderizará { i === 1 ? 'true' : 'false' } como la cadena 'true', porque i es igual a 1.
```
const
 
App
 
=
 
()
 
=>
 
{

   
const
 
i
 
=
 
1
;

   
return
 
(

     
<
div
>

       
<
h1
>{
 
i
 
===
 
1
 
?
 
'true'
 
:
 
'false'
 
}</
h1
>

     
</
div
>

   
);

}

```

Lo anterior será renderizado así:
```
<
div
>

  
<
h1
>
true
</
h1
>

</
div
>

```

Las funciones y JSX pueden ser usados en condicionales:: 88–90 
```
const
 
App
 
=
 
()
 
=>
 
{

   
const
 
sections
 
=
 
[
1
,
 
2
,
 
3
];

   
return
 
(

     
<
div
>

       
{
sections
.
map
((
n
,
i
)
 
=>
 
(

           
/* 'key' es usada por React para mantener una lista de elementos y sus cambios */

           
/* Cada 'key' debe ser única */

           
<
div
 
key
=
{
"section-"
 
+
 
n
}>

               
Sección
 
{
n
}
 
{
i
 
===
 
0
 
&&
 
<
span
>(
primera
)</
span
>}

           
</
div
>

       
))}

     
</
div
>

   
);

}

```

Lo anterior se renderizará como:
```
<
div
>

  
<
div
>
Sección 1
<
span
>
(primero)
</
span
></
div
>

  
<
div
>
Sección 2
</
div
>

  
<
div
>
Sección 3
</
div
>

</
div
>

```

El código escrito en JSX requiere herramientas de conversión como Babel antes de que pueda ser entendido por los navegadores web.: 5  Esta conversión generalmente se realiza durante la fase de compilación, antes de que sea desplegado.